# Хоровиц, Яков
Яков Хоровиц (англ. Yakov Horowitz, род. 1959) — ортодоксальный раввин, писатель, педагог и адвокат из Монси, штат Нью-Йорк.

## Ранние годы
Хоровиц родился в семье Шлойме и Бейле Хоровиц. Его отец умер, когда ему было три года. Он вырос в семье харедим в Белл-Харбор, штат Нью-Йорк. Он учился в ешивах, в том числе в «Месивта Тора Водаат». У него сложились близкие отношения с раввином Авраамом Яаковом Памом.

## Карьера
В 1982 году Хоровиц начал преподавать мальчикам восьмого класса в Боро-Парке, Бруклин, а затем в Монси, штат Нью-Йорк.
В 1996 году, основываясь на своём опыте работы учителем, он написал эссе объёмом 4500 слов в The Jewish Observer под названием «Унция профилактики» на тему подростков из группы риска в обществе. Статья шокировала ортодоксальную общину и привела к приглашению выступить на Национальных съездах Агудат Исраэль Америки и Тора Умесора в 1996 году. Это также привело к основанию проекта Y.E.S. в 1997 году, директором которого он является.
В 1997 году Хоровиц основал ешиву «Ешива Дархей Ноам» для подростков. Он работал с подростками из группы риска более 30 лет.
В 1990-х годах Хоровиц был научным сотрудником Программы подготовки руководителей высшего звена Института Манделя.
Хоровиц является членом Консультативного комитета по учебной программе Института управления дневными школами Федерации UJA Нью-Йорка.
Хоровиц был постоянным обозревателем The Jewish Press и Mispacha, освещавшим такие темы, как психическое здоровье, социальные проблемы, использование интернета и безопасность детей.
Хоровиц стал соавтором детской книги для обучения детей правилам сексуальной безопасности под названием «Давайте оставаться в безопасности», написанной плодовитой детской писательницей Брахой Гетц и опубликованной совместно в Artscroll; тираж книги превысил 120 000 экземпляров. Книга была переведена на иврит и идиш и продана тысячами экземпляров на этих языках.
Хоровиц использует социальные сети, чтобы предупредить о сексуальных преступниках в еврейской общине и о том, как их избегать. В Израиле на Хоровица подал в суд за клевету осуждённый сексуальный преступник за то, что он предупредил в социальных сетях об опасности, которую преступник представляет для детей, сравнив его с террористом с мачете. В конечном итоге обвинение было отклонено иерусалимским судьёй.

## Награды
- Премия «Педагог года» в Рокленде (2002)[12]
- Премия Гринспуна—Стайнхардта за выдающиеся достижения в области еврейского образования[англ.] (2005)[12]
- Премия Covenant Award для выдающихся еврейских педагогов (2008)[13]